# Мінімальна заробітна плата в Україні
Мінімальна заробітна плата в Україні — це найнижча щомісячна і погодинна оплата праці, що роботодавці за законом мають права виплачувати своїм працівникам в Україні.
Мінімальна зарплата в Україні регулюється ст. 95 Кодексу законів про працю України та ст. 3 Закону України «Про оплату праці». Відповідно до цих статей, мінімальна заробітна плата — це встановлений законом мінімальний розмір оплати праці за виконану працівником місячну (годинну) норму праці.
Розмір мінімальної заробітної плати встановлюється і переглядається відповідно до статей 9 і 10 Закону України «Про оплату праці» та не може бути нижчим від розміру прожиткового мінімуму для працездатних осіб.
Мінімальна заробітна плата встановлюється на національному рівні (однакова для всіх, відсутній регіональний, галузевий чи ін. поділ). Розмір мінімальної заробітної плати встановлюється Верховною Радою України за поданням Кабінету Міністрів України не рідше одного разу на рік законом про Державний бюджет України на відповідний рік.

### Історія змін

Зростання мінімальної заробітної плати в Україні за період 1996—2010